# خوفيليس
بلدية خوفيليس (بالإسبانية: Juviles) هي بلدية تقع في مقاطعة غرناطة التابعة لمنطقة أندلوسيا جنوب إسبانيا.

## الديموغرافيا
بلغ عدد سكان بلدية خوفيليس 167 نسمة عام 2011 (وفقاً للمعهد الوطني الإسباني للإحصاء).
| 187 | 183 | 161 | 175 | 177 | 176 | 167 |